# 2014 у Миколаєві
| Роки в Миколаєві ← • 2001 • 2002 • 2003 • 2004 • 2005 • 2006 • 2007 • 2008 • 2009 • 2010 • 2011 • 2012 • 2013 • 2014 • 2015 • 2016 • 2017 • 2018 • 2019 • 2020 • 2021 • 2022 • 2023 • 2024 → |

2014 у Миколаєві — список важливих подій, що відбулись у 2014 році в Миколаєві. Також подано перелік відомих осіб, пов'язаних з містом, що померли цього року. З часом буде додано відомих миколаївців, що народилися у 2014 році.

## Населення
Чисельність наявного населення Миколаєва на 1 січня 2014 року склала 494,9 тис. осіб, що на 1,3 тис. осіб менше ніж 2013 (496,2).

## Події
- 16 березня проросійські сепаратисти провели мітинг і нелігітимний «народний референдум» про федералізацію області. В акції взяли участь до 600 осіб[3].
- 7 квітня на Соборній площі учасники миколаївського Майдану розігнали проросійсько налаштованих людей, які збирались захопити обласну адміністрацію[4].
- 12 травня в будинку за адресою Лазурна, 40 стався вибух побутового газу, який знищив частину десятитоповерхівки. У результаті вибуху загинули семеро людей. Без домівок залишилися 80 сімей[5].
- 25 травня згідно з постановою Верховної Ради України від 25 лютого 2014 року «Про призначення позачергових виборів Миколаївського міського голови 25 травня 2014 року» відбулися вибори Миколаївського міського голови. Місцеві вибори у Миколаєві 2014 проводилися одночасно з позачерговими виборами Президента України. Мером міста було обрано представника партії «Наш край» Юрія Гранатурова, він набрав 27,69 % голосів виборців. На другому місці опинився представник Всеукраїнського об'єднання «Батьківщина» Сергій Ісаков, він набрав 22,84 % голосів виборців. Олександр Сєнкевич, який був обраний мером Миколаєва через півтора роки на чергових виборах Миколаївського міського голови, посів п'яте місце з 4,73 % голосів виборців.
- Миколаївський технікум залізничного транспорту імені академіка В. М. Образцова реорганізували у Миколаївський транспортний коледж[6].

### Засновані
- 3-й десантно-штурмовий батальйон «Фенікс»
- 198-й навчальний центр ВМС
- Жіночий футбольний клуб «Ніка»

### Зникли
- 22 лютого в процесі декомунізації на Соборній площі активістами, до яких пізніше, за ініціативи представників місцевої влади, щоб запобігти зіткнень між прибічниками повалення та нечисленним захисниками монумента, приєдналися комунальники, був знесений Пам'ятник Леніну, встановлений 26 жовтня 1957 року.
- «Енергія» — спортивний клуб, заснований у 2011 році ПАТ «Миколаївобленерго».

## Пам'ятки
- 4 жовтня на будівлі старого корпусу Національного університету кораблебудування імені адмірала Макарова урочисто відкрилася меморіальна дошка члену-кореспонденту АН УРСР, доктору технічних наук, професору, ректору Миколаївського кораблебудівного інституту Віктору Михайловичу Бузнику[7].
- 6 жовтня на вулиці Правди, 2б відкрито меморіальну дошку на честь тренера з боксу, засновника Миколаївської школи боксу Олега Прокоповича Григор'єва[7].
- 5 грудня на фасаді Миколаївського муніципального колегіуму відбулося урочисте відкриття меморіальної дошки-стели на честь мера міста у 2000—2013 роках Володимира Дмитровича Чайки[7].

## Особи

### Городянин рокуі «Людина року»
- Номінація «Культура» — Саранчина Світлана Миколаївна, директор міського Палацу творчості учнів.
- Номінація «Мистецтво» — Чверкалюк Сергій Володимирович, заслужений артист України, актор, режисер Миколаївського академічного українського театру драми та музичної комедії.
- Номінація «Наука і вища школа» — Смирнов Олександр Ігорович, археолог, історик, старший викладач Миколаївського національного університету імені В. О. Сухомлинського.
- Номінація «Середня школа» — Матіюк Микола Георгійович, директор школи № 1 ім. Олега Ольжича.
- Номінація «Фізкультура і спорт» — Бортник Олександр Миколайович, чемпіон світу з шахів серед юнаків; Яровий Максим Володимирович, паралімпієць.
- Номінація «Промисловість і транспорт» — Волик Андрій Олександрович, заступник генерального директора ТОВ СП «Нібулон» з суднобудування та логістики.
- Номінація «Підприємництво» — Сагайдаков Олександр Михайлович, директор ТОВ «Чорноморська яхтова верф».
- Номінація «Будівництво» — Федор Петро Геннадійович, генеральний директор заводобудівного підприємства.
- Номінація «Охорона здоров'я» — Замлинський Микола Іванович, заввідділення реанімації міської лікарні № 1.
- Номінація «Засоби масової інформації» — Гаврилов Сергій Іванович, журналіст, історик, письменник; Головченко Гліб Олександрович, генеральний продюсер телеканалу «ТАК-ТВ»; Терещенко Олександр Леонтійович, оператор телекомпанії «НІС-ТВ».
- Номінація «Благодійність і соціальне партнерство» — Козир Юрій Борисович, заступник генерального директора групи компаній «Орексім».
- Номінація «Меценат року» — Дюмін Анатолій Григорович, директор підприємства ТОВ «Універсал-Юг».
- Спеціальна номінація «Захисник Батьківщини» — батальйон патрульної служби особливого призначення «Миколаїв» УМВС України в Миколаївській області; полк Національної гвардії МВС України; 79-та окрема аеромобільна бригада; 19-й мотопіхотний батальйон; 36-у бригаду берегової оборони — морська піхота; 145-й окремий ремонтно-відновлювальний полк.
- Спеціальна номінація «Допомога українській армії» — Бірюков Юрій Сергійович, радник Президента України; Арахамія Давид Георгійович, координатор Ради волонтерів при Міністерстві оборони України; Вадатурський Олексій Опанасович, генеральний директор СП ТОВ «Нібулон»; Симченко В'ячеслав Валентинович, директор Миколаївського тепловозоремонтного заводу; Швець Олександу Михайлович, директор Миколаївського бронетанкового заводу.
- Номінація «Людина року» — особовий склад Миколаївської 79-ї окремої аеромобільної бригади.

### Померли
- Зворикіна Кіра Олексіївна (29 вересня 1919, Миколаїв — 5 вересня 2014) — радянська шахістка.
- Георгієв Дмитро В'ячеславович (17 серпня 1977, Миколаїв  — 25 липня 2014, Луганськ) — український військовик, капітан, заступник начальника штабу 15 окремого гірсько-піхотного батальйону 128-ї окремої гірсько-піхотної бригади Сухопутних військ ЗС України. Загинув під час проведення антитерористичної операції на території Донецької та Луганської областей при обороні луганського аеропорту.
- Алдошин Максим Олександрович (17 червня 1991, Миколаїв — 7 серпня 2014, Красноармійськ, Покровський район, Донецька область) — український військовик, солдат Військової служби правопорядку Збройних сил України.
- Барський Олег Миколайович (14 червня 1976, Миколаїв — 17 липня 2014, Маринівка, Шахтарський район) — солдат Збройних сил України. Гранатометник 79-ї окремої аеромобільної бригади, учасник російсько-української війни.
- Волков Олексій Віталійович (24 травня 1994, Новий Ставок — 11 липня 2014, Зеленопілля) — солдат Збройних сил України. Водій-електрик, 79-ї окремої аеромобільної бригади.
- Єрошенко Сергій Миколайович (15 липня 1974, с. Новоселівка, Миколаївська область — 13 липня 2014, Зеленопілля, Луганська область) — старший сержант Збройних сил України, 79-а окрема аеромобільна бригада, гарматовий командир. Учасник російсько-української війни.
- Костюшко Олександр Миколайович (21 квітня 1974, Миколаїв — 13 липня 2014, Поріччя, Луганська область) — сержант Збройних сил України, учасник російсько-української війни.
- Татарінов Сергій Петрович (28 листопада 1978, Миколаїв, Українська РСР — 12 червня 2014, поблизу с. Степанівка, Шахтарський район, Донецька область, Україна) — український військовослужбовець, десантник, старший сержант Збройних сил України.
- Кривоносов Сергій Сергійович (26 червня 1978, Миколаїв — 4 серпня 2014, Луганська область) — український військовик, підполковник (посмертно), начальник штабу — перший заступник командира 2-го батальйону 79-ї окремої аеромобільної бригади (позивний «Граніт»). Герой України.
- Яриш Олександр Володимирович (1 вересня 1970, Злинка, Маловисківський район, Кіровоградська область — 23 серпня 2014, Лисиче, Донецька область) — молодший сержант 19-го миколаївського полку охорони громадського порядку Національної гвардії України.
- Заграничний Валентин Анатолійович (9 грудня 1978, Миколаїв — 28 серпня 2014, Многопілля) — капітан 2 рангу (посмертно) Збройних сил України.
- Смирнов Юрій Миколайович (6 березня 1981, Миколаїв — 24 серпня 2014, Войковський, Амвросіївський район) — рядовий міліції, Міністерство внутрішніх справ України, учасник російсько-української війни.
- Златьєв Сергій Анатолійович (25 травня 1991, Леніне (тепер — Торосове), Фрунзівський район, Одеська область, Українська РСР — 28 вересня 2014, Донецьк, Україна) — сержант Збройних сил України, командир відділення 79-ї окремої аеромобільної бригади (Миколаїв), псевдо «Чорний». Загинув при обороні Донецького аеропорту під час війни на сході України. Один із «кіборгів».
- Іванцов Сергій Володимирович (27 серпня 1977, Пересадівка — 8 листопада 2014, Донецьк) — старший прапорщик 79-ї окремої аеромобільної бригади Збройних Сил України, загинув в ході російсько-української війни. Один із «кіборгів».
- Колесников Павло Олександрович (8 квітня 1975, Могилів-Подільський, Вінницька область, УРСР — 7 листопада 2014, Донецьк, Україна) — підполковник (присвоєно 3 листопада, отримати не встиг) Збройних сил України, учасник російсько-української війни.
- Григораш Гліб Миколайович (21 грудня 1966, Миколаїв — 13 жовтня 2014, Біла Кам'янка, Тельманівський район) — старший лейтенант 19-го батальйону територіальної оборони Збройних сил України, загинув в ході російсько-української війни.
- Сенкевич Максим Олегович (20 лютого 1989, Лиса Гора — 10 листопада 2014, Березове) — старший лейтенант 28-ї окремої механізованої бригади Збройних сил України, загинув в ході російсько-української війни.
- Калиновський Олександр Геннадійович (26 травня 1992, Миколаїв — 29 жовтня 2014, Петрівське) — старший солдат 72-ї окремої механізованої бригади Збройних сил України, загинув в ході російсько-української війни.
- Поперечний Анатолій Григорович (22 листопада 1934, Нова Одеса — 18 травня 2014, Москва) — радянський і російський поет українського походження, лауреат всесоюзних конкурсів, академік Академії проблем безпеки, оборони і правопорядку.
- Півень Євген Олексійович (нар. 2 грудня 1972, Веймар, Німеччина — пом. 4 жовтня 2014, Донецьк, Україна) — підполковник Збройних сил України, загинув в ході російсько-української війни. Один із «кіборгів».
- Бакунов Євген Валерійович (6 грудня 1991, Миколаїв — 8 серпня 2014, Дякове) — солдат 79-ї окремої аеромобільної бригади Збройних сил України, учасник російсько-української війни.
- Хроненко Анатолій Петрович (2 червня 1968, Миколаїв, Українська РСР — 28 вересня 2014, Донецьк, Україна) — солдат Збройних сил України (79 ОАМБр, м. Миколаїв). Загинув при обороні Донецького аеропорту під час війни на сході України. Один із «кіборгів».
- Саражан В'ячеслав Григорович (25 лютого 1980, Миколаїв — 24 серпня 2014, Войковський) — підполковник Національної гвардії України.
- Джубатканов Артем Володимирович (9 листопада 1989, Миколаїв — 31 липня 2014, Шахтарськ) — лейтенант 25-ї окремої повітрянодесантної бригади Збройних сил України, учасник російсько-української війни.
- Грек Сергій Анатолійович (22 жовтня 1987, Хабаровськ — 4 серпня 2014, Мар'їнка) — солдат патрульної служби міліції особливого призначення батальйону «Азов».
- Хортів Ернест Олександрович (8 вересня 1994, Миколаїв — 6 серпня 2014, Дякове) — солдат Збройних сил України.
- Веливок Владислав Валерійович (25 квітня 1979, Миколаїв — 26 серпня 2014, Хрящувате) — полковник (посмертно) 24-ї окремої механізованої бригади Збройних сил України, учасник російсько-української війни.
- Трохимчук Євген Олександрович (24 листопада 1992, Українка — 4 вересня 2014, Краматорськ) — лейтенант (посмертно) Збройних сил України, учасник російсько-української війни.
- Козлов Михайло Віталійович (26 листопада 1985, Миколаїв — 24 вересня 2014, Старогнатівка) — старший солдат Збройних сил України, учасник російсько-української війни.
- Рогожкін Вадим Олексійович (10 січня 1988, Миколаїв — 19 жовтня 2014, Фрунзе) — старший солдат Збройних сил України.
- Сергієнко Костянтин Павлович (нар. 17 червня 1981, Миколаїв — пом. 29 жовтня 2014, Новомихайлівка) — солдат 28-ї окремої механізованої бригади Збройних сил України, загинув в ході російсько-української війни.
- Горбуров Григорій Федорович (5 лютого 1924, Коза, Анатолівський район — 30 січня 2014, Миколаїв) — український лікар-онколог, Заслужений лікар України (1965). Почесний громадянин міст Миколаїв (2001) і Снігурівка.
- Гурмаза Валентина Петрівна (27 червня 1929, Себине, Новоодеський район, Миколаївська область — 1 січня 2014, Миколаїв) — передовик радянського сільського господарства, бригадир електрозварювальників заводу ім. 61 комунара Херсонського раднаргоспу, місто Миколаїв, Герой Соціалістичної Праці.